# روس سنكلير
روس سنكلير (بالإنجليزية: Ross Sinclair)‏ هو لاعب كرة الماء أمريكي، ولد في 12 أبريل 1985 في لاغونا بيتش في الولايات المتحدة.